# Stavenice
Stavenice (in tedesco Steinmetz) è un comune della Repubblica Ceca facente parte del distretto di Šumperk, nella regione di Olomouc.